# 서울약령시한의약박물관
한의약박물관은 대한민국 최대 한약재 유통 중심지이며 조선조 구휼 및 의료기관이던 보제원 터에 위치한 서울약령시 한의약 박물관은 서울특별시 동대문구에서 설립한 구립 박물관으로서 한국의 전통 한의약 관련 유물과 한약재 등의 전시를 통해 우수한 한의약 문화를 계승, 보존, 발전시키고자 설립된 문화공간이다.
전체 면적은 706평이며, 230평 크기의 전시실에는 관련 장비 및 비품 500여점을 갖추고, 한의약 관련 유물 420여점과 각종 한약재 360여점을 전시하고 있으며, 한의약 관련 고서 다수를 비치하여 평소 우리가 모르던 한약재의 효능을 쉽게 알 수 있도록 하고 있다.
또한, 조선조 보제원의 모형과 한방체험실, 다목적 강당, 휴게공간을 갖추고 있다.

## 정보
- 개관일: 2006년 9월 13일
- 주소: 서울 동대문구 용두동
- 관람시간: 10:00 ~ 18:00 (11월~2월 동절기 17:00)
- 휴관: 매주 월요일, 1월1일, 설날 및 추석
- 관람료: 1000원
- 홈페이지: https://web.archive.org/web/20190811141314/http://museum.ddm.go.kr/

## 위치
- 1호선 제기역 3번출구 (도보3분)
- 2호선 용두역 2번출구 (도보7분)

 본 문서에는 서울특별시에서 지식공유 프로젝트를 통해 퍼블릭 도메인으로 공개한 저작물을 기초로 작성된 내용이 포함되어 있습니다.